# Joh. Mourik
Joh. Mourik er en nederlandsk byggekoncern med ca. 2.000 ansatte. De driver virksomhed i 12 lande og omsætter for ca. 500 mio. euro. Virksomheden blev etableret i 1929.